# Scrophularia versicolor
Scrophularia versicolor är en flenörtsväxtart som beskrevs av Pierre Edmond Boissier. Scrophularia versicolor ingår i släktet flenörter, och familjen flenörtsväxter. Inga underarter finns listade i Catalogue of Life.